# Novinski rodovi
Novinski rodovi su specifični oblici izražavanja u novinarstvu, posebno pisanom, koji se dijele po relevantnoj formi, odnosno stilu pisanja.  
U novinske rodove spadaju monološki informativni novinski rodovi, komentatorsko analitički rodovi, jednostavni beletrističko novinski rodovi, dijaloški novinski rodovi, te složeni novinski rodovi.

## Podjela novinskih rodova

### Monološki informativni novinski rodovi
U monološko informativne novinske rodove spadaju vijesti, kao temeljni oblik novinarskog izražavanja, te proširene vijesti, izvještaji i prikazi.
Vijest je temeljni oblik novinarskog izražavanja, a Stjepan Malović definira je kao pravodoban izvještaj o događaju, činjenicama i stajalištima koja zanimaju iznimno mnogo ljudi. Pisanje vijesti mora biti jasno, sažeto i zanimljivo. Zlatno, još uvijek nezamjenjivo pravilo pisanja vijesti jest pravilo 5 W, čiji naziv potječe iz književnosti, točnije pjesme engleskog književnika Rudyarda Kiplinga o šest "poštenih slugu" koji se zovu Who (tko), What (što), When ( kada), Where (gdje), Why (zašto), te How (kako). Završno "H" je dodala teorija novinarstva. 
Pri pisanju vijesti, kao i svih ostalih informativnih novinskih rodova, novinari se koriste načelom "obrnute piramide", prema kojem se u "glavu", eng. lead, stavljaju najvažnije informacije, dok se u tijelu napisa raspoređuju informacije poredane po važnosti. "Glava" vijesti mora biti efektna i sažeta. Vijest, uz odgovore na pitanja tko, što, kada i gdje, odgovara i na pitanja zašto i kako, s najvažnijim na početku. Sastoji se, dakle od glave, te od jednog ili dva odlomka. Proširena vijest poštuje sve zakonitosti vijesti; od nje se razlikuje jedino po duljini, pa tako može imati više od dva odlomka. 
U anglosaksonskom novinarstvu, uz vijest, postoje još i "feature stories", u čijem je središtu topla ljudska priča, čiji je način pisanja drugačiji od zakonitosti vijesti.  
Izvještaj nastaje iz vijesti i poslije vijesti je najčešći novinarski rod. U strukturnim elementima, radi se o proširenoj vijesti, koja je nadopunjena i izvorom. Izvještaji se pišu s izravnom glavom. Informativni oblici moraju donositi samo činjenice, a komentari stavove, stoga se svako komentiranje u vijestima i izvještajima smatra manipulacijom.
Prikaz je rod novinarskog izražavanja koji predstavlja iscrpan opis nekog djela, predmeta, pojave, događaja ili osobe.
Prikaz je u odnosu na stav autora neutralan (ne sadrži autorove ocjene) pa stoga spada u monološke informativne novinarske rodove.

### Komentatorsko analitički rodovi
U komentatorsko analitičke rodove spadaju komentatorski izvještaj, analitička bilješka, osvrt, komentar, portret, članak, recenzija, kritika i polemika.
Komentatorski izvještaj jest izvještaj u kojem se nešto tumači, objašnjava, ocjenjuje ili iznosi sud. Novinar se ovdje pojavljuje kao sudac, kritičar, koji se bori protiv negativnosti u društvu.
Analitička bilješka je analitički napis o temama iz svakodnevnog života. U pisanju dopušta jasan osobni stav novinara i prikazivanje njegovih osjećaja prema temi o kojoj piše (osobama,  pojavama, događajima). Analitička bilješka obično se piše odmjerenim novinarskim stilom, no neki autori i analitičku bilješku pišu književno-umjetničkim stilom.
Osvrt je kraći komentatorski rod koji se bavi samo jednim događajem, pojavom, stavom ili osobom. Subjektivno gledište novinara izriče se kao vlastita ocjena i ne mora nužno biti predočeno s potpunom, analitički dokazanom argumentacijom, niti nuditi rješenja poput komentara, ali mora biti zasnovano na činjenicama.
Komentar je analitički sud, mišljenje o nekom događaju, pojavi ili djelovanju osobe.Može se odnositi i na više međusobno povezanih događaja, pojava ili djelovanja osoba, ali u tom slučaju treba paziti da se ne zahvati preširoka tema kako bi čitatelji mogli pratiti prosudbe komentatora. Komentar obvezno donosi autorova vrijednosna gledišta te je izrazito osobni napis. Komentator mora svoje stavove potvrditi argumentima, a kad je god moguće i ponuditi rješenje problema koji razmatra. 
Portret osobe kao novinarski oblik je prikaz života jedne osobe i, za razliku od nekrologa, obično je znatno opsežniji i može se odnositi i na žive i na umrle. Najčešće se u novinama pišu portreti osoba koje su stvarale povijest ili su u bilo kojem smislu bili važni za jedan narod ili državu. Portreti se pišu i o omiljenim i omrznutim osobama, i o onima koje je većina voljela, ili ih je mrzila, ili ih se bojala.U trenutku kad se pišu, portreti osoba žele nepristrano i uravnoteženo prikazati dnevnu ocjenu osobe, a konačan sud prepušta se povijesti.
Članak ili analitički članak ili tematski članak, kako se također naziva, predstavlja iscrpnu analizu nekog događaja ili niza povezanih događaja, pojave ili više povezanih pojava ili djelovanja osobe ili više osoba povezanih područjem djelovanja ili odnosom prema nekom događaju ili pojavi. Za razliku od komentara koji donosi autorova vrijednosna gledišta te je izrazito osobni napis, članak istu temu raščlanjuje s više različitih gledišta kako bi čitatelji mogli dobiti cjelovit pregled i, neovisno o autorovu konačnom stavu, donositi svoje zaključke na osnovi podataka i dokaza iznesenih u članku.

Recenzija je prikaz znanstvenog, umjetničkog ili medijskog djela (knjige, časopisa, nosača zvuka, izložbe, arhitektonskog djela, emisije, programa...) s kritičkom prosudbom autora prema recenziranom djelu. Dio recenzije koji prikazuje djelo mora biti nepristran i navesti točne činjenice, dok je dio s kritičkom prosudbom subjektivan. Recenziju različiti autori pišu različitim stilovima – od slobodnog beletrističkog s mnogo stilskih figura do odmjerenog znanstvenog. Recenzije u novinama moraju biti jasno i na prvi pogled vidljivo odvojene od izvještajnih oblika koji donose samo činjenice.
Kritika je po svojim značajkama gotovo istovjetna komentaru, ali se u hrvatskoj teoriji i praksi ustalilo mišljenje da se kritikom nazivaju komentari koji se odnose na umjetnost i kulturu. Da bi se pisala kritika treba biti obrazovan i iznimno dobro poznavati tematiku o kojoj se piše. Podjela kritika se ne odnosi na pristup ili način pisanja, nego uobičajeno na tematska područja pa se najčešće spominju: književna (literarna) kritika, kazališna kritika, likovna kritika, glazbena kritika, filmska kritika, a u novije doba i multimedijalna kritika, kritika izvedbe (uprizorenja), umjetničkih instalacija...
Cilj polemike je javno, pismeno ili usmeno, suprotstavljanje mišljenja pri prosuđivanju o stvarima, pojavama i djelima od općeg ili osobnog interesa.  Polemika je dijalog s poznatom osobom koju treba u napisu imenovati i točno navesti s kojim stavovima ili mišljenjem te osobe polemičar nije suglasan. Značajka polemike je odsustvo svakog suglasja između stavova koje treba pobijati logičkom argumentacijom.

### Jednostavni beletrističko novinski rodovi
U jednostavne beletrističke novinske rodove ubrajaju se crtica, glosa te beletristička bilješka.
Crtica je oblik novinarskog izražavanja nastao kao reakcija na monotono pisanje o zbivanjima, ljudima i pojavama.
Crticom se opisuje tek jedna pojedinost iz života ljudi. Stil pisanja crtice predstavlja mješavinu novinarskog i književno-umjetničkog. Crtice su češće u tjednicima i časopisima, kao i u publikacijama odnosa s javnostima, nego u dnevnim listovima.
Inoslav Bešker kraću bilješku, od jedne ili dvije rečenice, svrstava u tradicionalni naziv glosa (kratko objašnjenje novog ili nedovoljno poznatog pojma, obično na margini teksta, kadikad i veoma oštro, pa i sarkastično), dok Grbelja i Sapunar pod pojmom glosa podrazumijevaju šire tumačenje suvremenog oblika novinarskog izražavanja maskiranog u pisma čitatelja. 
Beletristička bilješka se također naziva i zapis. Zapis se uvijek piše živopisno i razigrano, mješavinom novinarskog i književno-umjetničkog stila. Zapis dopušta jasan osobni stav novinara i prikazivanje njegovih osjećaja prema temi o kojoj piše (osobama,  pojavama, događajima).

### Dijaloški novinski rodovi
Izjava, anketa, intervju i razgovor spadaju u dijaloške novinske rodove.
Izjava je poseban podoblik izvještaja u kojem informacije daje kompetentna osoba (a to može biti svaki građanin), dok novinar ima ulogu animatora koji je uz to i žurnalistički savjetnik koji pomaže kompetentnoj osobi da što prikladnije uobliči svoju izjavu, kako po kratkoći, stilu, načinu, tako i po primjeni paralingvističkih sredstava izražavanja. Izjava osobe predstavlja tijelo napisa (novinarskog oblika izjave) i obično se piše kao jedan odlomak.
Anketa kao oblik novinarskog izražavanja je skup izjava više ljudi o istoj temi. Najčešće ima samo jedno pitanje, a ako ih je više ostala moraju biti potpitanja koja omogućuju precizniji odgovor na glavno pitanje ankete. Novinarska anketa se razlikuje od znanstvene po tome što ona nije metoda znanstvenog istraživanja, niti su njezini rezultati dovoljni za uopćavanje i donošenje znanstveno utemeljenih zaključaka, nego za cilj ima samo prenijeti stavove pojedinih ljudi o nekom pitanju
Intervju je dijaloški oblik novinarskog izražavanja u kojem novinar postavlja pitanja, a intervjuirani odgovara. Intervjuiranje ili razgovaranje s izvorima ključ je za većinu novinarskih radova. Intervju je najbolje koristiti za ispitivanje reakcija i interpretacija, a ne za prikupljanje činjenica. Dobar reporter istražuje i prikuplja činjenice prije intervjuiranja. 
Razgovor je isti novinski rod kao i intervju; jedina je razlika u tome što u razgovoru novinar postavlja puno dulja pitanja u kojima iznosi svoje opservacije i razmišljanja, te komentare.

### Složeni novinski rodovi
U složene novinske rodove ubrajaju se reportaža, putopis, memoari, feljton, esej i kronika.
Reportaža predstavlja složeni rod kojim se izvješćuje o događajima, pojavama, zemljopisnim područjima i ljudima, s težištem na opisima svega što je važno za stvaranje potpune slike oslikane izražajnim sredstvima medija za koji se stvara. Reportaža prevladava u tjednicima i časopisima jer zahtijeva više vremena za pripremu i pisanje, ali ima je i u dnevnim novinama, posebice u prilozima ili nedjeljnim izdanjima. Struktura reportaže je posve slobodna i presudno ovisi o zamisli autora kako će ispričati zanimljivu novinsku priču.
Putopis kao novinarski rod beletrističkim stilom pisanja predstavlja granični oblik između književnosti i novinarstva. Ali, sve više novine objavljuju i sažetije putopise pisane novinarskim stilom koji su vrlo bliski reportaži pa oni spadaju isključivo u oblik novinarskog izražavanja. Novinski putopis se piše poput niza reportaža pa je struktura svakog njegovog dijela sažeta reportaža.
Memoari su poseban složeni novinski rod, srodan kronici, u kojima autor iznosi opis i ocjenu događaja u kojima je sudjelovao. Memoari najčešće izlaze u obliku knjiga, ali pojedine novine ih objavljuju u nastavcima, u cijelosti ili djelomice.
Feljton izvorno na francuskom označava nekoliko uvezanih stranica (brošuru malog opsega). Kao novinarski rod javlja se u 19. stoljeću, ali isti je pojam prvo označavao prilog u listu (oglasni ili sadržajni), a potom rubriku smještenu na dno stranice koju je crta odvajala od napisa iznad nje. Objavljivanje memoara poznatih osoba u obliku feljtona, povijesnih i društvenih kronika, reportaža, putopisa i razgovora, prožetih duhovitošću, ironijom pa i satirom, pisanih beletrističkim stilom, vrlo često kritično u odnosu na vlast i druge autoritete, nastao je feljton kao složeni novinski rod koji uključuje pojedine značajke svih nabrojenih.
Esej- Essai (franc.), essay (engl.) izvorno znači pokušaj, a kao znanstveni, književni ili novinarski rod u hrvatskom se jeziku prevodi kao ogled ili se piše izgovorno esej. Esej ili ogled kao složeni novinski rod po svojoj je strukturi nadgradnja članka, po načinu pisanja bilješke, kritike i recenzije, a po odnosu prema činjeničnom stanju predstavlja složeni oblik osvrta.
Kronika predstavlja rubriku u novinama u kojoj se sustavno prate svakodnevna zbivanja. Tako je, primjerice, "crna kronika" uobičajen naziv za rubriku u kojoj se bilježe nesretni i tragični događaji. U godišnjacima se obično donosi godišnji pregled s ocjenama zbivanja za organizaciju koja izdaje publikaciju, a čest je slučaj ovakvih kronika i u novinama.